# 20334 Глевицький
20334 Глевицький (20334 Glewitzki) — астероїд головного поясу, відкритий 25 квітня 1998 року.
Тіссеранів параметр щодо Юпітера — 3,599.